# Malvarrosa Strand
Malvarrosa Strand är en strand i Spanien.   Den ligger i provinsen Província de València och regionen Valencia, i den östra delen av landet, 300 km öster om huvudstaden Madrid.